# Dmitri Ivanovitch Doubiago
 (mai 2017).
Si vous disposez d'ouvrages ou d'articles de référence ou si vous connaissez des sites web de qualité traitant du thème abordé ici, merci de compléter l'article en donnant les références utiles à sa vérifiabilité et en les liant à la section « Notes et références ».
Dmitri Ivanovitch Doubiago (en russe : Дмитрий Иванович Дубяго), né le 21 septembre (3 octobre 1849) dans la région de Smolensk et mort le 22 octobre 1918 à Kazan, est un astronome et astrophysicien russe.

## Biographie
En 1872, Dimitri Doubiago est diplômé de l'Université de Saint-Pétersbourg, spécialiste en astrophysique, en astrométrie dans l'évaluation de la position, de la distance et du mouvement des étoiles et des autres objets célestes et en gravimétrie en étudiant par la méthode géophysique, les variations spatiales du champ de pesanteur. Il étudia également l'orbite de Triton, la lune de la planète Neptune.
En 1883, il entre comme astronome à l'observatoire de Poulkovo. Il fut directeur de l'observatoire de l'université de Kazan.
Dimitri Doubiago est le père d'Alexandre Dmitrievitch Doubiago astronome et astrophysicien comme son père.
En 1964, l'union astronomique internationale a donné le nom de Doubiago à un cratère lunaire en l'honneur des deux astronomes russes Dimitri Doubiago et son fils Aleksandr Doubiago.